# Фурнари
Фу̀рнари (на италиански: Furnari; на сицилиански: Fùrniri, Фурнири) е малко градче и община в Южна Италия, провинция Месина, автономен регион и остров Сицилия. Разположено е на 145 m надморска височина. Населението на общината е 3673 души (към 2010 г.).